# Yves Simon (philosophe)
Pour les articles homonymes, voir Simon et Yves Simon.
Yves René Marie Simon, né le 14 mars 1903 (Cherbourg, France), décédé le  11 mai 1961 à South Bend (Indiana, U.S.A) est un philosophe politique français, parfois qualifié de « philosophe de la France libre » en référence à son soutien à la Résistance sous le gouvernement de Vichy. Enseignant à Notre Dame University de South Bend dans l'Indiana aux États-Unis dès 1938, il développe une théorie du gouvernement démocratique sur la base des principes de la philosophie de Thomas d'Aquin.

## Biographie
Yves Simon est né à Cherbourg, dans une famille d'industriels spécialisés dans le machinisme agro-alimentaire. Il est le plus jeune fils d'Auguste et de Blanche Berthe Porquet de la Ferronière. Auguste est directeur technique dans l'entreprise familiale et la famille vit dans une aisance matérielle certaine. En 1909, les deux plus vieux frères de Yves contractent la tuberculose. Le plus vieux des frères ne survivra pas; l'autre retrouvera la santé, mais passera de nombreuses années en sanatorium. Lorsqu'il se trouve capable de quitter le sanatorium, il va s'engager comme volontaire lors de la Première Guerre mondiale. Il y trouve la mort dans les combats.
En 1920, à 17 ans, Simon va étudier à Paris au Lycée Louis le Grand. Le programme comprend l'étude du latin, du grec, de la littérature française, de l'histoire et de la philosophie. C'est à cette époque qu'il s'attache à la pensée philosophique. Au bout d'un an il abandonne le Lycée Louis le Grand, pour suivre des cours de philosophie à la Sorbonne et l'Institut Catholique de Paris. Simon obtient une Licence en Lettres de la Sorbonne en 1922 et un Diplôme d’Études Supérieures de Philosophie de l'Institut Catholique en 1923. À l'Institut Catholique, Simon rencontre l'éminent philosophe thomiste, Jacques Maritain, qui enseignait à l'Institut à cette époque. De Maritain, Simon apprend que la philosophie n'est pas “un simple exercice de culture”, mais doit être prise au sérieux en tant que recherche de la vérité et de la sagesse — une leçon que Simon retiendra. Simon et Maritain devinrent de grands amis et collègues. Yves Simon enseigne à l'Institut Catholique de Lille de 1930 à 1938. Il se marie à Paule Louise Dromard en 1930, de laquelle il aura 6 enfants. Il achève sa thèse sur l'ontologie de la connaissance en 1934 et la publie avec un ouvrage sur la connaissance morale. En 1938, sur les recommandations de Waldemar Gurian et d'Étienne Gilson, il est engagé à l'Université Notre-Dame de South Bend (Indiana) aux États-Unis comme Visiting Professor. La survenue de la Seconde Guerre mondiale l'empêchant de rentrer en France, il reste à Notre-Dame jusqu'en 1948.
Cette année-là, il rejoint le Committee on Social Thought de l'Université de Chicago, université dans laquelle il reste comme professeur jusqu'à sa mort. Appelé au programme du Committee par John U. Nef, Mortimer Adler et le président de l'Université Robert Hutchins, il y rencontre John U. Nef, Mircea Eliade et Leo Strauss.
Yves Simon meurt prématurément le 11 mai 1961 à South Bend (Indiana) des suites d'un cancer . Il a laissé de nombreux documents inachevés, et nombre de ses publications ont été posthumes. Son fils Anthony O. Simon est devenu directeur de l'Institut Yves R. Simon, affecté à cette tâche. Les écrits laissés par Simon se trouvent actuellement à l'Université Notre-Dame.

## Pensée
Simon s'est intéressé à plusieurs disciplines, mais son activité intellectuelle s'est concentrée sur l'apport du thomisme ou de la tradition scolastique aux questions politiques. Par ailleurs, il était en 1955 l'un des nombreux contributeurs à la traduction de l'œuvre de Jean de Saint-Thomas (1589-1644) en anglais. Il faut noter que son ouvrage de référence, The Philosophy of Democratic Government, est un ouvrage issu d'une série de conférences données en Walgreen Lectures en 1948. Au printemps 1949, Leo Strauss prononça lui aussi des Walgreen Lectures publiées en 1953 sous le titre Natural Right and History. En décembre 1949, c'est au tour de Jacques Maritain d'être invité (ce qui donnera l'ouvrage Man and the State). En 1951, c'est Erich Voegelin qui donnera des conférences publiées ensuite sous le titre The New Science of Politics. Il est remarquable que le seul compte-rendu un peu étendu de La philosophie du gouvernement démocratique de Yves Simon soit dû à la plume de Leo Strauss.
Son nom reste attaché à son travail en philosophie morale et politique. Il défendait ainsi la position traditionnelle de Thomas d'Aquin sur l'action morale et les vertus. Grand défenseur de la thèse que le thomisme était compatible avec la démocratie libérale occidentale, il pensait que les Catholiques français avaient fait erreur en soutenant que la foi catholique supposait l'adhésion à la monarchie, à la manière de certains théoriciens proches de l'Action Française.

## Sur Yves Simon
- Jacques Maritain, Yves Simon, correspondances(1927-1940). T1. Tours, CLD Éditions. Édition de Florian Michel. 2008. 471 pages.  (ISBN 978-2-85443-518-4).
- Jacques Maritain, Yves Simon, correspondances(1941-1961). T2. Tours, CLD Éditions. Édition de Florian Michel. 2012. 573 pages.
- Anthony O. Simon, Acquaintance with the Absolute. The Philosophy of Yves R. Simon. Fordham University Press, 1998.
- Walter Nicgorsky. Yves Simon: A Philosopher's Quest for Science and Prudence. in Political Philosophy in the Twentieth Century: Authors and Arguments. Édité par Catherine H. Zuckert. Cambridge University Press, 2011.
- Vukan Kuic. Yves R. Simon: Real Democracy. Roman & Littlefield, 1999. 168 pages.
- Florian Michel, La pensée catholique en Amérique du Nord - Réseaux intellectuels et échanges culturels (1920-1960. Paris, Desclée de Brouwer, 2010. 630 pages. Spécialement le chapitre 4 : "la bataille de Chicago".
- Florian Michel, « L’américanisation d’un intellectuel français : le cas d’Yves Simon (1903-1961) », in Transatlantica [En ligne], 1, 2014, mis en ligne le 02 octobre 2014, consulté le 13 décembre 2015. Consultable sur Revues.org.